# Phạm Thanh Quyết
Phạm Thanh Quyết – wietnamski zapaśnik walczący w stylu wolnym.
Zajął 26. miejsce na mistrzostwach świata w 2001. Ósmy na mistrzostwach Azji w 2000. Triumfator igrzysk Azji Południowo-Wschodniej w 2003. Wicemistrz Azji Południowo-Wschodniej w 1999 roku.